# Jugendmedienschutz
Jugendmedienschutz ist der Oberbegriff für den Schutz von Kindern und Jugendlichen vor schädlichen Einflüssen durch Medien.

## Jugendmedienschutz in Deutschland

### Rechtliche Grundlagen
Rechtliche Grundlagen des Jugendmedienschutzes finden sich in Deutschland insbesondere im Jugendschutzgesetz (JuSchG) und im Jugendmedienschutz-Staatsvertrag (JMStV). Außerdem berühren etliche Verbreitungsverbote des Strafgesetzbuchs (StGB) den Jugendmedienschutz.

#### Bedeutung des Jugendschutzgesetzes im Kontext Jugendmedienschutz
Die Regelungen zum Jugendmedienschutz im JuSchG betreffen im Schwerpunkt so genannte Trägermedien, also materiell greifbare Medien wie Bücher, Zeitschriften, Filmrollen, Videokassetten, CD-ROMs oder DVDs. Daneben gilt es auch für Telemedien mit Ausnahme des Rundfunks (§ 1 Abs. 1a und 2 JuSchG).

#### Bedeutung des Jugendmedienschutz-Staatsvertrags im Kontext Jugendmedienschutz
Im von den Bundesländern vereinbarten JMStV sind Regelungen zu den Medien, die in den Zuständigkeitsbereich der Länder fallen, nämlich Rundfunk- und Telemedien, zu finden. Hierzu zählen insbesondere Radio und TV (Rundfunkmedien) sowie das Internet mit seinen Diensten (Telemedium).

#### Im Kontext Jugendmedienschutz zu beachtende Bestimmungen des StGB
- § 86 (Verbreiten von Propagandamitteln verfassungswidriger Organisationen)
- § 86a (Verwenden von Kennzeichen verfassungswidriger Organisationen)
- § 130 (Volksverhetzung)
- § 130a (Anleitung zu Straftaten)
- § 131 (Gewaltdarstellung)
- § 184 (Verbreitung pornographischer Inhalte)
- § 184a (Verbreitung gewalt- oder tierpornographischer Inhalte)
- § 184b (Verbreitung, Erwerb und Besitz kinderpornografischer Inhalte)
- § 184c (Verbreitung, Erwerb und Besitz jugendpornografischer Inhalte)
- § 284 (Unerlaubte Veranstaltung eines Glücksspiels) und ff

#### Rechtlich relevante Einrichtungen des Jugendmedienschutzes
In der Bundesrepublik Deutschland gibt es eine Reihe von öffentlichen Einrichtungen, die auf Grundlage des Jugendschutzrechts mit dem Jugendmedienschutz befasst sind:
Die Bundeszentrale für Kinder- und Jugendmedienschutz (vormals: Bundesprüfstelle für jugendgefährdende Medien) ist eine selbstständige Bundesoberbehörde mit eigenem Haushalt (§§ 17 – 25 JuSchG). Sie ist dem Bundesministerium für Familie, Senioren, Frauen und Jugend (BMFSFJ) nachgeordnet. Ihre Rechtsgrundlagen finden sich im Jugendschutzgesetz (JuSchG). Sie kann Schriften, Ton- und Bildträger sowie Webseiten in die Liste der jugendgefährdenden Medien aufnehmen (indizieren), womit bestimmte Abgabe- und Vertriebsbeschränkungen für diese Medien in Kraft treten, so dass sie Kindern oder Jugendlichen nicht zugänglich gemacht werden dürfen (§ 15 JuSchG); vorsätzliche Verstöße gegen die Vertriebsbeschränkungen sind nach § 27 Abs. 1 JuSchG mit Freiheitsstrafe bis zu einem Jahr oder mit Geldstrafe bedroht.
Die Aufsicht über den privaten Rundfunk und Telemedien hat der Gesetzgeber der Kommission für Jugendmedienschutz (KJM) übertragen, das ihrer Tätigkeit zugrundeliegende Gesetzeswerk ist der Staatsvertrag über den Schutz der Menschenwürde und den Jugendschutz in Rundfunk und Telemedien (Jugendmedienschutz-Staatsvertrag - JMStV). Die KJM ist ein Organ der Landesmedienanstalten, das heißt, sie prüft entsprechende Maßnahmen. Vollzogen werden diese Maßnahmen hingegen von den Landesmedienanstalten (§§ 14 – 17 JMStV).
Das Unternehmen jugendschutz.net ist organisatorisch an die Kommission für Jugendmedienschutz (KJM) angebunden und unterstützt diese bei der Internet-Aufsicht.
Im Rahmen des Konzeptes der freiwilligen Selbstkontrolle übernehmen außerdem verschiedene von Verbänden der Wirtschaft getragene oder unterstützte Einrichtungen der freiwilligen Selbstkontrolle die Überprüfung der Einhaltung des Jugendmedienschutzes. Für Rundfunk und Telemedien (Internet) übernimmt die zuständige Landesmedienanstalt, handelnd durch ihr Organ KJM die Anerkennung einer entsprechenden Einrichtung (§ 19 JMStV). Im Geltungsbereich des JuSchG, das heißt in Bezug auf Filme und Computerspiele, obliegt die Anerkennung direkt den obersten Landesjugendbehörden (§ 14 JuSchG). Der öffentlich-rechtliche Rundfunk unterliegt im Bereich des Jugendmedienschutzes einem mehrstufigen Kontrollsystem, insbesondere seiner binnenpluralen, in der Gesamtgesellschaft verankerten Überwachung durch die Rundfunk- beziehungsweise Fernsehräte.
Einrichtungen der freiwilligen Selbstkontrolle sind beispielsweise:
- Automaten-Selbst-Kontrolle (ASK)
- Freiwillige Selbstkontrolle Fernsehen (FSF)
- Freiwillige Selbstkontrolle der Filmwirtschaft (FSK)
- Freiwillige Selbstkontrolle Multimedia-Diensteanbieter e. V. (FSM)
- Unterhaltungssoftware Selbstkontrolle (USK)

#### Diskussionspapier zur Änderung des Jugendmedienschutz-Staatsvertrags
Die Rundfunkkommission der Länder hat am 12. März 2014 beschlossen, den Jugendmedienschutz-Staatsvertrag zu novellieren. Dazu sollen Bürger in den Gestaltungsprozess im Rahmen einer Online-Konsultation eingebunden werden.

## Jugendmedienschutz in der Europäischen Union
Im April 2009 wurden innerhalb des Safer-Internet-Aktionsplans (Safer Internet Programme) der Europäischen Kommission auf einem Treffen des Runden Tisches („Youth Protection Roundtable“), der den Versuch repräsentieren sollte eine gemeinsame Sprache zwischen den Generationen, Wohlfahrtsarbeitern und Technikern zu finden, acht Leitsätze zur Verbesserung des Jugendmedienschutzes und ein unverbindliches Toolkit dazu vorgestellt.
Die Parlamentarische Versammlung des Europarates (PACE) empfiehlt ihre Mitgliedsstaaten in einer Resolution vom 28. September 2009 die Förderung eines kinderfreundlichen, den sozialen und kulturellen Horizont über traditionelle geographische Grenzen hinweg erweiternden Internets, mit für Minderjährige angemessenen Internet- und Online-Medien-Diensten. Dazu gehörten zum Beispiel eine größere rechtliche Verantwortung der Internetzugangsanbieter für illegale Inhalte, die in einem weiteren Zusatzprotokoll der Konvention zu Cyber-Verbrechen (Convention on Cybercrime) festgelegt werden könnte, die Entwicklung sicherer und beschränkter Intranets (so genannte „Gated Communities“) und eine Unterstützung dieser Ziele beim Internet Governance Forum und dem Europäischen Dialog zur Internet Governance.

## Pädagogische Aspekte des Jugendmedienschutzes
Neben den rechtlichen Rahmenbedingungen kommt der Förderung der Medienkompetenz eine besondere Bedeutung im Rahmen des Jugendmedienschutzes zu. Eine bundesweite Initiative, die Eltern seit 2003 dabei unterstützt, ihre Kinder im Umgang mit Medien zu stärken ist „Schau hin! Was Dein Kind mit Medien macht“, ein Medienratgeber für Familien vom Bundesministerium für Familie, Senioren, Frauen und Jugend und anderen Partnern.
Schulleiterin und niedersächsische Digitalbotschafterin Silke Müller berichtet in ihrem Buch „Wir verlieren unsere Kinder“ unter anderem über Probleme Jugendlicher durch Social Media und fordert ein Smartphone-Verbot für unter 16-Jährige. Andere warnen, ein Verbot würde Kinder nur davon abhalten, mit ihren Eltern und Lehrern über ihre Erfahrungen zu sprechen; die Aktivität würde im Fall eines Smartphone-Verbots lediglich im Verborgenen weitergehen.